# Bouère
Bouère is een gemeente in het Franse departement Mayenne (regio Pays de la Loire). De plaats maakt deel uit van het arrondissement Château-Gontier. De gemeente telde 1.066 inwoners op 1 januari 2022.

## Geografie
De oppervlakte van Bouère bedroeg op 1 januari 2022 42,54 vierkante kilometer; de bevolkingsdichtheid was toen 25,1 inwoners per km².

## Demografie
Onderstaande figuur toont het verloop van het inwonertal (bron: INSEE-tellingen).

## Bezienswaardigheden
- kerk (16e/17e eeuw, restauratie in 19e eeuw),
- kasteel van Bois-Jourdan 16e/17e eeuw,
- kasteel van La Vézousière 18e eeuw,
- kasteel van Les Rochers 19e eeuw,
- kasteel van La Sevaudière 19e eeuw,
- kasteel van Daviers 19e eeuw.

## Geboren
- Urbain Grandier (1590-1634), priester, veroordeeld voor hekserij